# There There
"There There" fou el primer senzill extret de l'àlbum Hail to the Thief, sisè disc d'estudi del grup britànic Radiohead. Com moltes cançons d'aquest àlbum, també tenia un títol alternatiu, en aquest cas "The Boney King of Nowhere". Fou nominada als Premis Grammy en la categoria de Millor actuació de rock.
Aquesta cançó fou inclosa en molts dels concerts realitzats per Radiohead, de fet, des de 2002 fou sovint la cançó d'obertura dels seus concerts. En algunes ocasions, Thom Yorke la interpretava en forma de solo amb una guitarra acústica. Una versió demo aparegué en el senzill "2 + 2 = 5" llançat l'any 2003. Fou l'única cara-B de Hail to the Thief que no fou inclosa posteriorment en l'EP COM LAG (2plus2isfive). Aquesta versió és considerablement més extensa perquè es van allargar l'inici i el final de la cançó original inclosa en l'àlbum.
El títol alternatiu de la cançó que apareix en la llista de cançons de l'àlbum és "The Boney King of Nowhere". Aparentment és en referència a un episodi de la sèrie de televisió britànica infantil Bagpuss, del qual Yorke i el seu fill eren fans. El videoclip, dirigit per Chris Hopewell, també fou inspirat en aquesta sèrie. Fou premiat per la millor direcció artística en els premis MTV Video Music Awards del 2003.

## Llista de cançons
1. "There There" − 5:23
2. "Paperbag Writer" − 3:58
3. "Where Bluebirds Fly" − 4:32